# Келембет Олександр Михайлович
Олекса́ндр Миха́йлович Келембе́т — полковник Збройних сил України, колишній командир 107-ї реактивної артилерійської бригади.

## Життєпис
Випускник Саратовського військового училища ракетних військ.
В Кременчуці служить з 1994 року, починав старшим оператором.
Станом на 2014 — командир 1-го дивізіону 107-го реактивного артилерійського полку, три місяці дивізіон виконував бойові завдання в зоні бойових дій — Краматорськ, Артемівськ, Дебальцеве. У жовтні для ротації повернувся з підрозділом до Кременчука.
За сумлінне виконання своїх обов'язків, вірне служіння Батьківщині та українському народу був нагороджений низкою відзнак та призначений у 2015 році командиром військової частини.
5 грудня 2023 року був переведений на вищу посаду до Генерального Штабу ЗСУ.

## Родина
З дружиною виховали доньку Віолетту та сина Олега.

## Нагороди
За особисту мужність і героїзм, виявлені у захисті державного суверенітету та територіальної цілісності України, вірність військовій присязі під час російсько-української війни
- нагороджений орденом Богдана Хмельницького III ступеня.